# بخش مدیسون (شهرستان فیرفیلد، اوهایو)
بخش مدیسون (به انگلیسی: Madison Township) یک منطقهٔ مسکونی در ایالات متحده آمریکا است که در شهرستان فیرفیلد، اوهایو واقع شده‌است.
 بخش مدیسون ۷۶٫۵ کیلومتر مربع مساحت و ۱٬۶۸۲ نفر جمعیت دارد و ۳۲۳ متر بالاتر از سطح دریا واقع شده‌است.